# إليس ريمر
إليس ريمر (بالإنجليزية: Ellis Rimmer)‏ (2 يناير 1907 في المملكة المتحدة - 16 مارس 1965 في المملكة المتحدة) هو لاعب كرة قدم بريطاني (وحمل سابقاً جنسية المملكة المتحدة لبريطانيا العظمى وأيرلندا) في مركز الهجوم. شارك مع منتخب إنجلترا لكرة القدم. أما مع النوادي، فقد لعب مع إيبسويتش تاون وشيفيلد وينزداي ونادي ترانمير روفرز لكرة القدم.

## وصلات خارجية
- إليس ريمر على موقع قاعدة بيانات كرة القدم.إي يو (الإنجليزية)
- إليس ريمر على موقع ناشيونال فوتبول تيمز (الإنجليزية)